# قائمة انتقالات كرة القدم السلوفينية في شتاء 2021-22
هذه قائمة الإنقالات كرة القدم السلوفينية التي تضم على الأقل لاعب من نادي سلوفينيا بريفاليغا الذي أكتمل في فترة الإنتقالات الشتوية لعام 2021-22.

## القائمة
| التاريخ              | اللاعبون          | إنتقل من          | إنتقل إلى           | مجاناً       |
| -------------------- | ----------------- | ----------------- | ------------------- | ----------- |
| 11 كانون الثاني 2022 | إليجا مارتينوفيتش | ماريبور           | تشورنومورتس أوديسا  | إنتقال      |
| 13 كانون الثاني 2022 | رودي بوزيغ فانكاس | ماريبور           | تشورنومورتس أوديسا  | إعارة       |
| 13كانون الثاني 2022  | إبراهيم كارغبو    | دينامو كييف       | تساليه              | إعارة       |
| 14 كانون الثاني 2022 | زان كارنيتشنيك    | مورا              | لودوجوريتس رازجراد  | غير مُصرح به |
| 15 كانون الثاني 2022 | بلاز فيروفيك      | ماريبور           | أنورثوسيس فاماغوستا | غير مُصرح به |
| 18 كانون الثاني 2022 | ماريو كفيسيتش     | بوهانج ستيرلز     | أوليمبيا ليوبليانا  | مجاناً       |
| 18كانون الثاني 2022  | كارلو بلانتاك     | كوستوشيا          | ألومنيج             | غير مُصرح به |
| 20 كانون الثاني 2022 | دوردي إيفانوفيتش  | شاختيور سوليجورسك | ماريبور             | إعارة       |
| 26 اذار 2022         | ألكسندر سفرنوف    | ديسنا تشيرنيهيف   | نافتا 1903          | إعارة       |

## روابط خارجية
https://www.worldfootball.net/transfers/svn-prvaliga-2021-2022/